# Fratelli d'Italia (film 1952)
Fratelli d'Italia è un film del 1952 diretto da Fausto Saraceni.

## Trama
Lungometraggio che rievoca la vita di Nazario Sauro.